# وانگ یوک-لونگ
تونی وانگ یوک-لونگ (انگلیسی: Wong Yuk-long؛ زادهٔ ۱۹۵۰ میلادی) نویسنده، فیلم‌نامه‌نویس و هنرمند اهل هنگ کنگ است. به دلیل مشارکت و تأثیرگذاری‌اش بر نسلی از هنرمندان در کشورش، او به عنوان «پدرخوانده کمیک‌های هنگ کنگ» یا «پادشاه کمیک‌های هنگ کنگ» شناخته می‌شود.
از فیلم‌ها یا برنامه‌های تلویزیونی که وی در آن نقش داشته است می‌توان به دراگون تایگر گیت اشاره کرد.